# Ostrzeszów
Ostrzeszów est une ville de Pologne, située dans la voïvodie de Grande-Pologne. Elle est le chef-lieu de la gmina de Ostrzeszów, dans le powiat d'Ostrzeszów.

## Histoire
De 1815 à 1919, Schildberg est le chef-lieu de l'arrondissement de Schildberg (de) dans le district de Posen au sein de la province de Posnanie.